# Браганза (алмаз)
«Браганза» (англ. Braganza) — безбарвний алмаз масою 1680 каратів знайдено біля 1798 р. у Бразилії.
Існують сумніви щодо існування і вигляду каменя. Припускається, що, в разі його існування, це може бути білий топаз. Саме тому у деяких списках найбільших діамантів світу він згадується, а в інших ні.